# Александар Еладије
Александар Еладије или Александрос Еладиос (грч. Ἁλέξανδρος Ἐλλάδιος, лат. Alexander Helladius; 1686-?) био је грчки учењак и хуманиста пореклом из Ларисе у Тесалији. Студирао је на Грчком колеџу при Оксфордском универзитету и објавио неколико дела о грчком језику и традицији.
Био је ученик крфског јерођакона Франгискоса Просалентиса. У Енглеску је дошао 1709. као пратилац лорда Вилијама Паџета, енглеског амбасадора у Османском царству. Доживљавајући себе као истинског баштиника непрекинуте класичне традиције, супротстављао се западњачким заблудама о хеленизму. Због изврсног позвавања грчког језика стекао је драгоцене везе, нарочито на Уверзитету у Алтдорфу. Године 1712. објавио је у Нирнбергу старију грчку граматику од Висариона Макриса којој је придодао и измишљени дијалог у којем одбацује аргументи који иду у корист тзв. Еразмовог изговора старогрчког. У делу „Садашњи положај грчке цркве“ (лат. Status praesens ecclesiae graecae) одбацује тврдње неких западњачких научника да Грци говоре варварским грчким језиком (лат. barbarograeca), а старогрчки не разумеју. Настојећи да докаже континуитет културе грчког народа, Еладије се ревносно супротстављао превођењу Новог завета на вернакуларни језик.